# Paweł Silencjariusz
Paweł Silencjariusz albo Paulus Silentiarius (gr.: Παῦλος ὁ Σιλεντιάριος, zm. ok. 575-580) – bizantyński poeta, autor ekfraz i epigramatów.

## Życiorys
Agatiasz Scholastyk podaje, że Paweł był synem Cyra Flora, pochodził ze znakomitej rodziny i odziedziczył po przodkach znaczny majątek. Na dworze cesarskim pełnił urząd "silentiariusa". W latach męskich oddał się studiowaniu nauk i sztuki wymowy w czym osiągnął znaczną biegłość i podziw współczesnych.

## Ekfrazy
Paweł Silencjariusz jest autorem dwóch ekfraz: Opisu kościoła Hagia Sophia (Ékphrasis tu autés Hagías Sophías) oraz Opisu podium dla śpiewaków (Ékphrasis tu ámbonos) w tymże kościele. Opis kościoła złożony jest z 887 heksametrów nonniańskich i poprzedzony został przedmową skierowaną do cesarza Justyniana i patriarchy Eutychiusza w trymetrach jambicznych. Poeta wychwala w nim wspaniały wystrój świątyni, zachwyca się jej architekturą, wyposażeniem wnętrza, z entuzjazmem lecz bez większego talentu. Swoje ekfrazy Paweł odczytywał przed publicznością, były bowiem pomyślane jako sposób uświetnienia uroczystości publicznych.
Inny jego poemat Na cieplice w Pythiach w Bitynii nie jest ekfrazą, lecz utworem dydaktycznym. W 190 hemijambach Paweł sławi cudowne właściwości wód bityńskich, idąc w tym za wzorami hellenistycznej literatury paradoksograficznej, od siebie zaś dodaje pochwałę ich Stwórcy.

## Epigramy
W Antologii palatyńskiej zachowało się 78 epigramów Pawła Silencjariusza. 40 spośród nich poświęconych jest tematyce erotycznej. Wśród nich na pierwszy plan wysuwa się epigram będący odpowiedzią na liścik  jego przyjaciela Agatiasza. Agatiasz zajęty sprawami prawnymi po drugiej stronie Bosforu narzekał w nim, że nie może odwiedzić przyjaciela ani swej ukochanej słodkiej jak miód. Paweł odpowiada mu, że miłość nie zna zagadnień prawnych. Jeżeli jego przyjaciel nie może porzucić procesu i prędko przeprawić się łodzią przez cieśninę, którą zakochany Leander pokonywał co nocy wpław, to znaczy, że nie kocha prawdziwie. Wybierając boginię praw Atenę odepchnął Cyprydę. Nie można jednocześnie obu paniom służyć (V 293).
Zachowane epigramy Silencjariusza w swej swobodzie graniczą z wyuzdaniem (V 252, 258, 272) i lubieżnością, jak w opisie całującej się pary (V 255), którego nie równoważy końcowy obraz samotności poety. Epigram o Kleofantis, której poeta tak pożąda, że zgodziłby się w jej objęciach zostać, jak niegdyś Ares i Afrodyta, uwięzionym w sieci Hefajstosa i niech go nawet zobaczą obcy ludzie, i jego żona (V 268), dowodzi znacznego libertynizmu poety i środowiska, do którego należał. W Konstantynopolu Justyniana kwitną miłostki z heterami, jak za pogańskich czasów u Meleagra z Gadary, czasem są to śpiewaczki, jak Maria z Faros (XVI 278), innym razem cytrzystki (XVI 277). Przegrodzenie wspólnego kąpieliska mężczyzn i kobiet skłania poetę do refleksji, że dobrze się stało, bo nadzieja miłości jest słodsza od rzeczywistości (IX 620).
W innym epigramie opowiada jak to ugryzł go wściekły Eros, duszę ma pełną szału i wszędzie widzi ukochaną (V 266). Odtąd wszyscy będą wolni od tego bożka miłości, wystrzelał on bowiem wszystkie strzały i nigdzie już nie odleci, bo odciął swe skrzydła, by bez końca deptać biednego poetę (V 268). Ukochana Doryda związała go swym złotym włosem, a on nie ma siły go zerwać (V 230). Silencjariusz sięga w tych utworach po stare motywy, ale w nowy, zręczny sposób je przedstawia.
Do udanych należy epigram wotywny o złożonej Apollinowi w darze cykadzie z brązu, która pomogła  Eunomosowi wygrać w konkursie, gdy bowiem pękła struna w jego lirze, zastąpiła swym głosem brakujący ton (VI 54). Swą filozofię życiową Silencjariusz streścił w dwóch epigramach. W jednym (X 79) radzi nie unosić się pychą, gdy Tyche darzy majątkiem, i tracić wolności pod wpływem trosk materialnych, bo życie stale jest miotane zmiennymi podmuchami, a czymś stałym jest jedynie cnota. W drugim (X 76) pisze, że to nie życie jest radosne, lecz wyrzucenie z serca troski. Dlatego poeta chce mieć taki majątek, który by mu wystarczył do życia, nadmierna żądza złota gryzie bowiem umysł. Niejednokrotnie przecież widział, że ubóstwo jest lepsze niż bogactwo, a śmierć niż życie. Chce się więc kierować na przyszłość sercem jako jedyną mądrością. Bardzo zręczna jest też, wzorowana na Kallimachu, urywkowa rozmowa poety ze zmarłym odczytującym wobec niego napis na swoim grobie: Zwałem się... – Po cóż mi imię twoje? – Ojczyzną mą była ... – Czy nie wszystko jedno gdzieś się rodził? – Pochodziłem ze świetnego domu ... – A gdyby z lichego to cóż? – Odszedłem z życia w blasku sławy ... – A gdyby w poniżeniu, jaka dziś różnica? – Teraz zaś tu spoczywam ... – Kim ty jesteś? I do kogo przemawiasz?.

## Przekłady na język polski
- Paweł Silencjariusz, Epigramy [w:] Antologia Palatyńska, wybrał, przeł. i oprac. Zygmunt Kubiak, Warszawa 1978, s.288-293 (Eros bez skrzydeł, s.288, Eros wściekły, s.288, Pocałunek i łzy, s.288, Jabłka zaczarowane, s.289, Włos zaczarowany, s.289, Elegancja bezużyteczna, s.290, Piękność doskonała, s.290, Miłość albo śmierć, s.291, Piętno miłosne, s.291, Cykada i lira, s.292, Nad światło milsza, s.292, Odpowiedź na list Agatiasza, 292, Odczytywanie epitafium, s.293).
- Paweł Silencjariusz, Wiosna [w:] Literatura bizantyńska, wybór tekstów, układ i tłum. Jan Birkenmajer, Wielka literatura powszechna Trzaski, Everta i Michalskigo, Antologia, t. 6, cz. 2, Warszawa 1933, s. 854.